# Croix de chevalier de la croix de fer
La croix de chevalier de la croix de fer (en allemand : Ritterkreuz des Eisernen Kreuzes) est une décoration allemande de la Seconde Guerre mondiale. Elle est le troisième grade de la croix de fer.

## Historique
La croix de chevalier de la croix de fer est une décoration supérieure à la croix de fer. Cet ordre a été créé le 1er septembre 1939 par Adolf Hitler, au début de la campagne de Pologne. La croix de chevalier est la deuxième plus haute distinction militaire du Troisième Reich. La croix de chevalier de la croix de fer correspond à la décoration militaire Pour le Mérite de la Première Guerre mondiale. Deux millions trois cent mille croix de fer de 2e classe ont été décernées entre 1939 et 1945, contre seulement 7 313 croix de chevalier.
L'attribution de la croix de fer 1939 ne sera pas limitée par l'âge ou le sexe, ni même par la nationalité.
Au verso de la médaille, ne figurait plus que l'année 1813 dans le bas, et au recto figuraient une croix gammée au centre et l'année 1939 dans la branche du bas. Le ruban était désormais à la couleur du Reich, noire, blanche et rouge.

## Statut initial
Adolf Hitler rétablit la croix de fer le 1er septembre 1939, instituant quatre grades :
- la grand-croix de la croix de fer ;
- la croix de chevalier de la croix de fer ;
- la croix de fer 1re classe ;
- la croix de fer 2e classe.

## Évolution
La loi du 1er septembre 1939 est modifiée à trois reprises par des ordonnances instituant quatre classes intermédiaires entre la croix de chevalier et la grand-croix :
- la croix de chevalier de la croix de fer avec feuilles de chêne (Ritterkreuz des Eisernen Kreuzes mit Eichenlaub), le 3 juin 1940 ;
- la croix de chevalier de la croix de fer avec feuilles de chêne et glaives (Ritterkreuz des Eisernen Kreuzes mit Eichenlaub und Schwerten) le 28 septembre 1941 ;
- la croix de chevalier de la croix de fer avec feuilles de chêne, glaives et brillants (Ritterkreuz des Eisernen Kreuzes mit Eichenlaub, Schwerten und Brillanten), également le 28 septembre 1941 ;
- la croix de chevalier de la croix de fer avec feuilles de chêne et glaives en or et brillants[a] (Ritterkreuz des Eisernen Kreuzes mit goldenem Eichenlaub, Schwerten und Brillanten) le 29 décembre 1944.

Lorsque Hitler institue le 29 décembre 1944 la « croix de fer avec feuilles de chêne et glaives en or et brillants » comme la plus haute distinction militaire du Troisième Reich, il prévoit de n'en attribuer que douze, mais finalement seul le pilote Hans-Ulrich Rudel (1916-1982), pour qui elle est originellement créée, la reçoit, le 1er janvier 1945, en même temps que sa promotion au grade d’Oberst (colonel).

Les cinq classes de croix de chevalier de la croix de fer
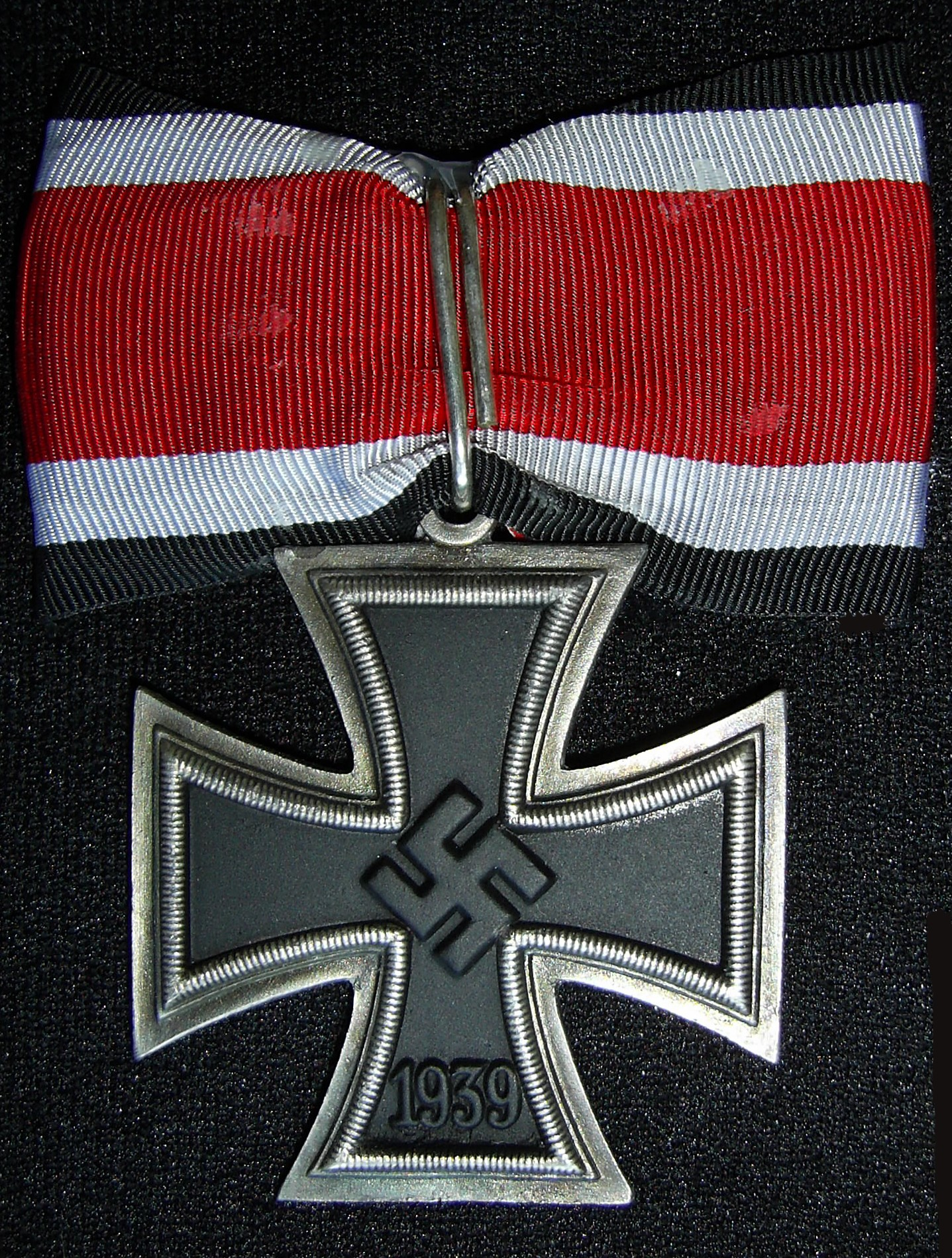
Croix de chevalier de la croix de fer.
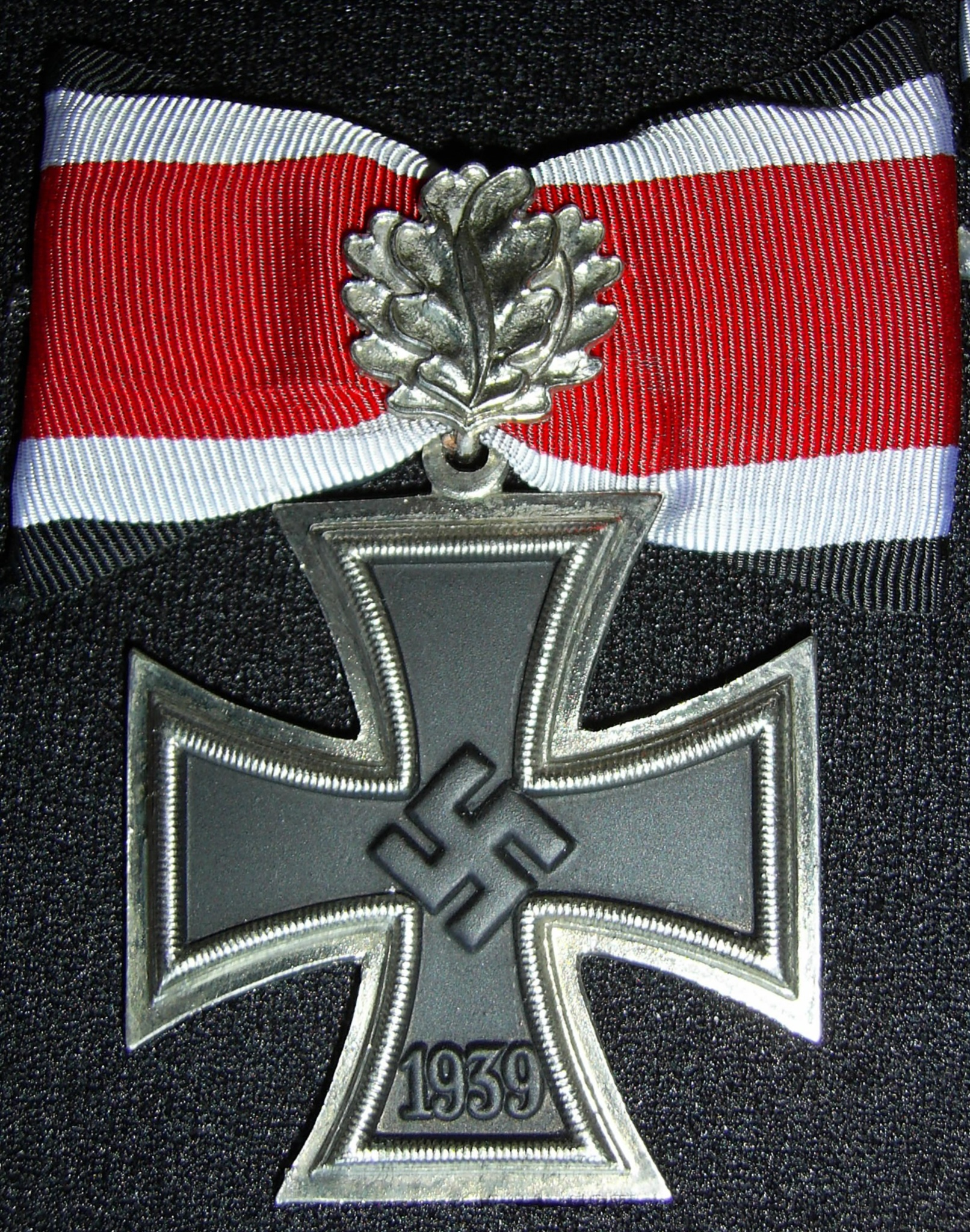
Croix de chevalier de la croix de fer avec feuilles de chêne.
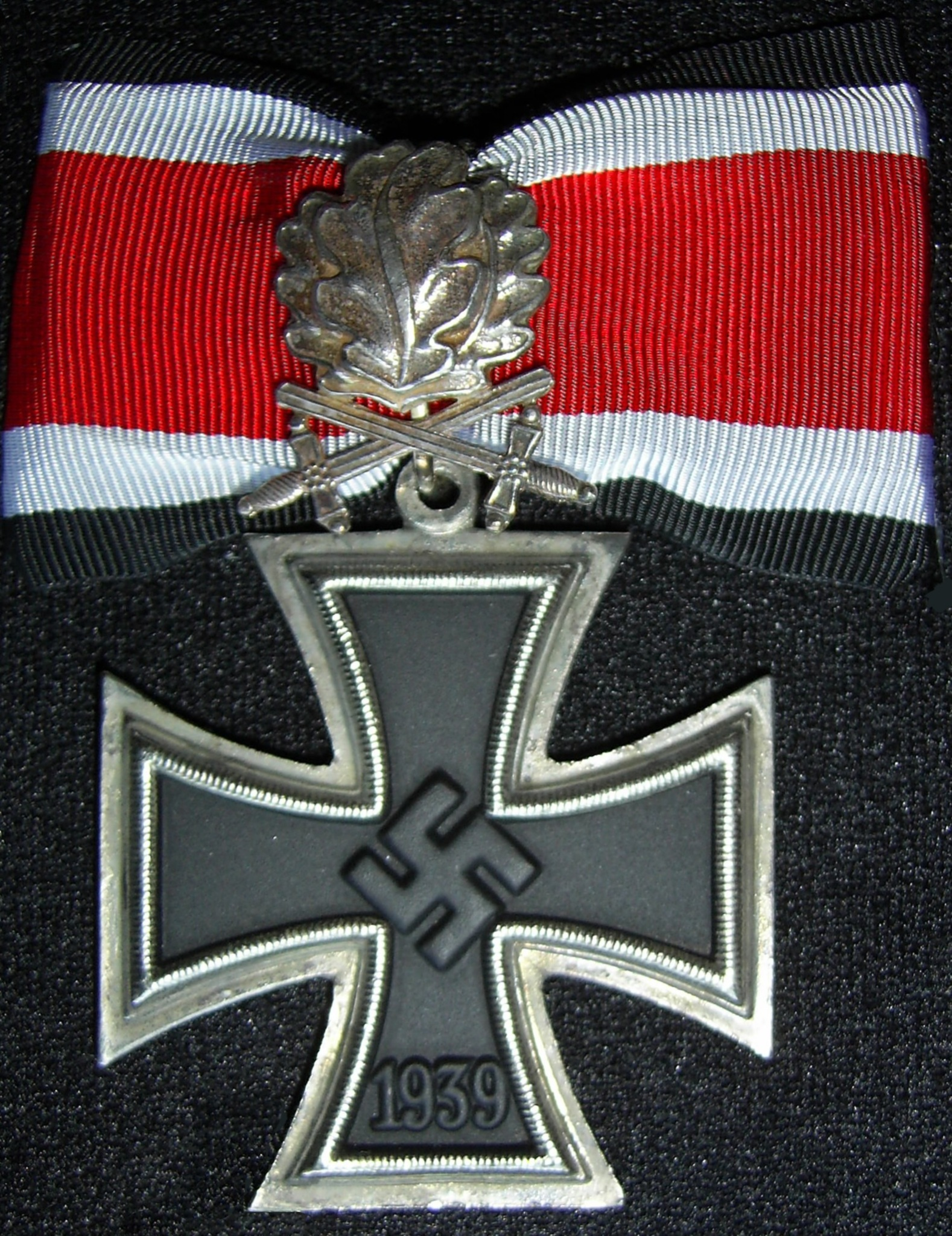
Croix de chevalier de la croix de fer avec feuilles de chêne et glaives.
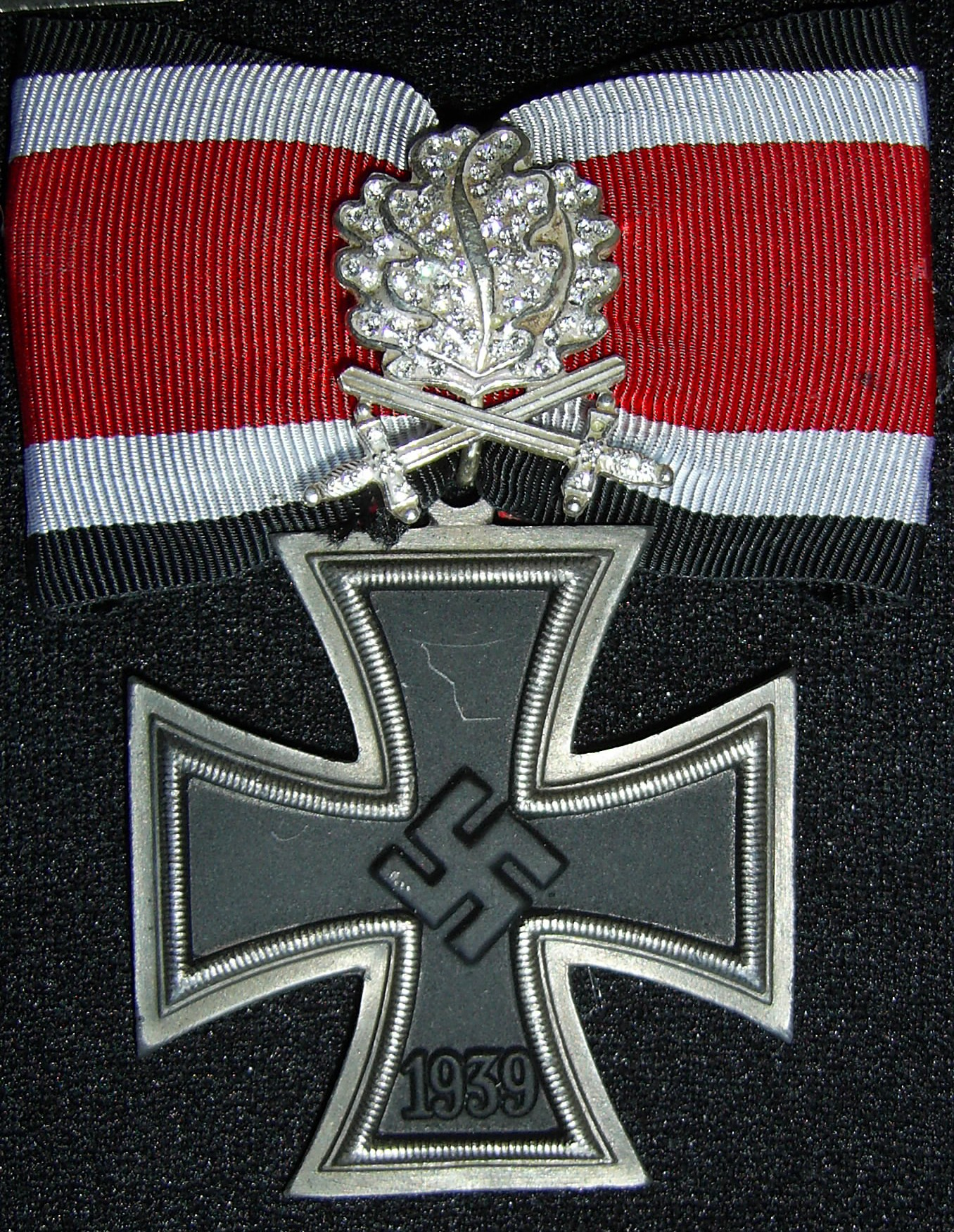
Croix de chevalier de la croix de fer avec feuilles de chêne, glaives et brillants.
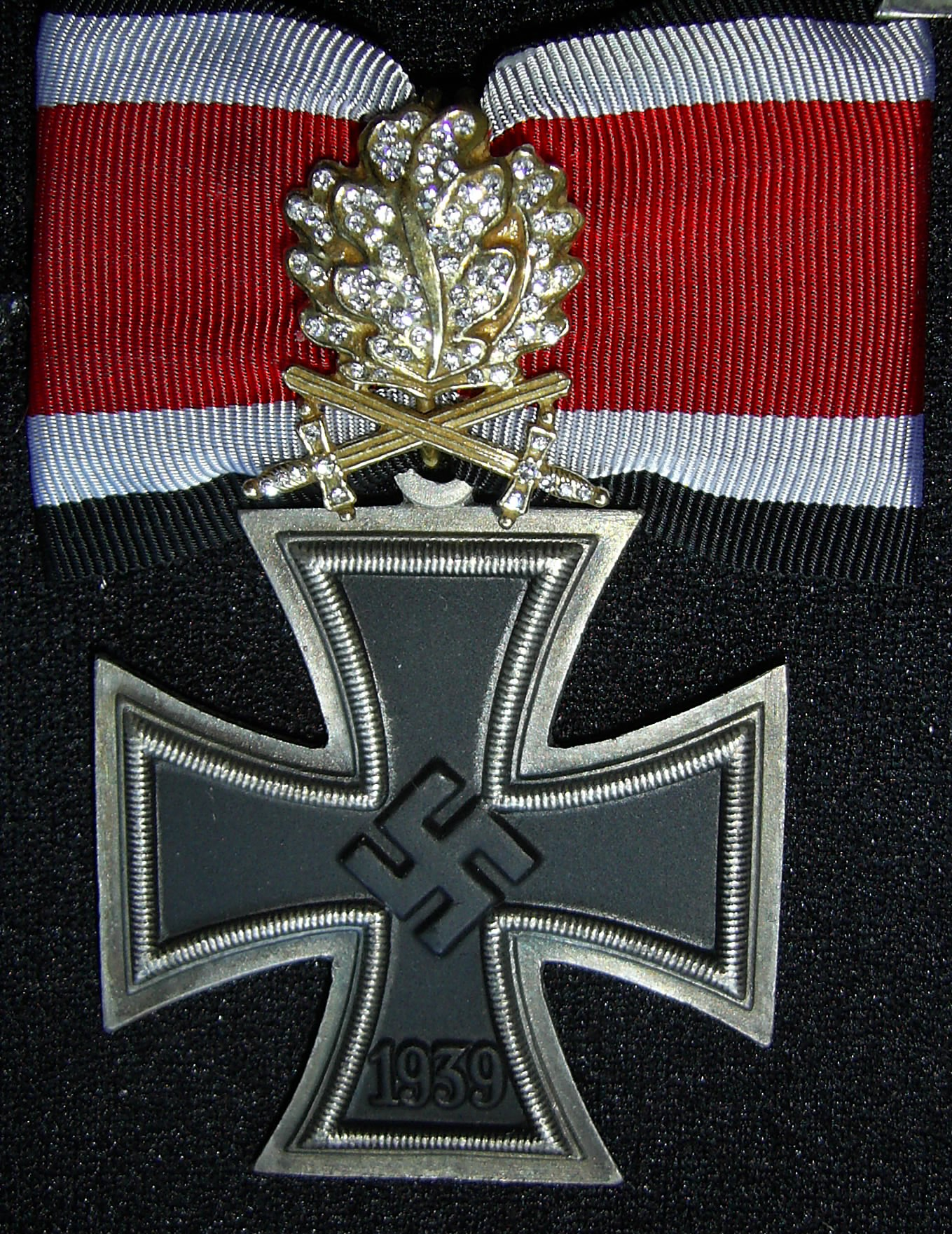
Croix de chevalier de la croix de fer avec feuilles de chêne et glaives en or et brillants[a].

## Récipiendaires
L'Association des récipiendaires de la croix de chevalier de la croix de fer (en allemand : Ordensgemeinschaft der Ritterkreuzträger des Eisernen Kreuzes e.V. (OdR)) recense 7 322 bénéficiaires de la croix de chevalier dans les trois branches militaires de la Wehrmacht, composée de la Heer (Armée de terre), la Kriegsmarine (Marine) et la Luftwaffe (Armée de l'air), ainsi que dans la Waffen-SS, le Reichsarbeitsdienst (RAD) et le Volkssturm. L'OdR énumère également 43 personnes dans l'armée des alliés du Troisième Reich pour un total de 7 365 bénéficiaires de la croix de chevalier de la croix de fer.
Sur les 890 personnes qui ont reçu les feuilles de chêne (882 membres de la Wehrmacht et huit non-Allemands), 160 d’entre eux ont reçu les feuilles de chêne et épées (159 membres de la Wehrmacht et un destinataire d'honneur, l'amiral japonais Isoroku Yamamoto). Seuls 27 hommes ont reçu la décoration de la croix de chevalier avec diamants (trois maréchaux, dix généraux, trois colonels, neuf pilotes de chasse et deux commandants de U-Boot) ; Hans-Ulrich Rudel a été le seul destinataire de la croix de chevalier avec feuilles de chêne en or, épées et diamants.
Parmi les 159 destinataires allemands de la croix de chevalier de la croix de fer avec feuilles de chêne et glaives, treize lauréats ne répondent pas aux critères formels d'attribution de la croix de chevalier. Vingt-quatre récipiendaires de la croix de chevalier avec feuilles de chêne font également défaut de preuves durables pour que leur inscription soit justifiable. Otto Weidinger, Günther-Eberhardt Wisliceny, Sylvester Stadler et Wilhelm Bittrich ont reçu les épées par le SS-Obergruppenführer Josef Dietrich, qui n'était pas légalement autorisé à décerner la décoration.
Par ailleurs, Hermann Fegelein a été exécuté dans les derniers jours de la guerre pour désertion, une condamnation qui aurait dû légalement le priver de tout rang et récompenses, y compris de sa croix de chevalier. Cependant, l'exécution n'a pas respecté les règles de droit. Selon les souvenirs de Wilhelm Mohnke, lui et les trois autres officiers généraux chargés de la tenue d'une cour martiale pour Fegelein l'ont trouvé d'une telle aliénation mentale qu'il n'était pas apte à être jugé en vertu du droit militaire. Fegelein a ensuite été remis au SS-Gruppenführer Johann Rattenhuber, qui avait été l'un des juges de cette cour martiale, et à son escadron de sécurité de la Reichssicherheitsdienst du Führerbunker. Fegelein n'a jamais été vu ou entendu de nouveau.
Parmi les officiers qui ont participé au complot visant à assassiner Hitler le 20 juillet 1944, treize étaient récipiendaires de la croix de chevalier de la croix de fer. En outre, 711 bénéficiaires de la croix de chevalier ont servi plus tard dans la Bundeswehr, dont 114 d'entre eux ont atteint le rang de général.
| Classement alphabétique | Récipiendaires Selon l'OdR | Délisté Selon l'OdR | Contesté Selon l'historien Veit Scherzer |
| ----------------------- | -------------------------- | ------------------- | ---------------------------------------- |
| A                       | 118                        | 1                   | 3                                        |
| B                       | 725                        | -                   | 21                                       |
| C                       | 82                         | -                   | -                                        |
| D                       | 238                        | -                   | 6                                        |
| E                       | 188                        | -                   | 3                                        |
| F                       | 280                        | 1                   | 12                                       |
| G                       | 380                        | 1                   | 11                                       |
| H                       | 661                        | 1                   | 28                                       |
| I                       | 26                         | -                   | -                                        |
| J                       | 142                        | 1                   | 4                                        |
| K                       | 717                        | 1                   | 12                                       |
| L                       | 386                        | -                   | 16                                       |
| M                       | 456                        | -                   | 7                                        |
| N                       | 145                        | 2                   | 2                                        |
| O                       | 82                         | -                   | 2                                        |
| P                       | 324                        | 1                   | 5                                        |
| Q                       | 7                          | -                   | -                                        |
| R                       | 448                        | -                   | 11                                       |
| S                       | 1 061                      | -                   | 25                                       |
| T                       | 182                        | -                   | 5                                        |
| U                       | 32                         | -                   | 1                                        |
| V                       | 92                         | -                   | 5                                        |
| W                       | 446                        | -                   | 11                                       |
| X                       | 1                          | -                   | -                                        |
| Z                       | 103                        | -                   | 2                                        |
| Total                   | 7 322                      | 9                   | 192                                      |

### Distribution par service
| Heer  | Luftwaffe | Kriegsmarine | Waffen-SS |
| ----- | --------- | ------------ | --------- |
| 4 785 | 1 785     | 318 (316)    | 457       |

### Distribution par grade

#### Feuilles de chêne
| Grade le jour de l'attribution         | Heer | Waffen-SS | Kriegsmarine | Luftwaffe | Étrangers | Total |
| -------------------------------------- | ---- | --------- | ------------ | --------- | --------- | ----- |
| Generalfeldmarschall / Großadmiral     | 6    |           | 1            | 1         | 3         | 11    |
| Generaloberst / Generaladmiral         | 11   |           |              | 3         | 1         | 15    |
| General der Infanterie, etc. / Admiral | 50   | 8         | 2            | 4         |           | 64    |
| Generalleutnant / Vizeadmiral          | 77   | 6         | 1            | 5         | 2         | 91    |
| Generalmajor / Konteradmiral           | 43   | 9         | 1            | 5         | 1         | 59    |
| Oberst / Kapitän zur See               | 78   | 12        | 5            | 8         |           | 103   |
| Oberstleutnant / Fregattenkapitän      | 47   | 19        | 3            | 19        |           | 88    |
| Major / Korvettenkapitän               | 73   | 9         | 11           | 53        | 1         | 147   |
| Hauptmann / Kapitänleutnant            | 68   | 6         | 24           | 76        |           | 174   |
| Oberleutnant / Oberleutnant zur See    | 19   | 4         | 5            | 40        |           | 68    |
| Leutnant / Leutnant zur See            | 11   | 1         |              | 21        |           | 33    |
| Stabsfeldwebel / Stabswachtmeister     | 1    |           |              |           |           | 1     |
| Oberfeldwebel / Oberwachtmeister       | 17   |           |              | 7         |           | 24    |
| Feldwebel / Wachtmeister               | 5    |           |              | 4         |           | 9     |
| Unteroffizier / Oberjäger              | 3    |           |              |           |           | 3     |
| Total                                  | 509  | 74        | 53           | 246       | 8         | 890   |

#### Glaives
| Grade le jour de l'attribution         | Heer | Waffen-SS | Kriegsmarine | Luftwaffe | Étrangers | Total |
| -------------------------------------- | ---- | --------- | ------------ | --------- | --------- | ----- |
| Generalfeldmarschall / Großadmiral     | 4    |           |              | 1         | 1         | 6     |
| Generaloberst / Generaladmiral         | 8    | 1         |              | 1         |           | 10    |
| General der Infanterie, etc. / Admiral | 21   | 4         |              | 1         |           | 26    |
| Generalleutnant / Vizeadmiral          | 13   | 3         |              | 2         |           | 18    |
| Generalmajor / Konteradmiral           | 12   | 4         |              |           |           | 16    |
| Oberst / Kapitän zur See               | 7    | 6         |              | 7         |           | 20    |
| Oberstleutnant / Fregattenkapitän      | 8    | 4         |              | 6         |           | 18    |
| Major / Korvettenkapitän               | 3    | 1         | 1            | 13        |           | 18    |
| Hauptmann / Kapitänleutnant            | 1    |           | 4            | 15        |           | 20    |
| Oberleutnant / Oberleutnant zur See    |      | 1         |              | 5         |           | 6     |
| Leutnant / Leutnant zur See            |      |           |              | 1         |           | 1     |
| Oberfeldwebel / Oberwachtmeister       |      |           |              | 1         |           | 1     |
| Total                                  | 77   | 24        | 5            | 53        | 1         | 160   |

#### Brillants
| Classement par grade                   | Heer | Waffen-SS | Kriegsmarine | Luftwaffe | Étrangers | Total |
| -------------------------------------- | ---- | --------- | ------------ | --------- | --------- | ----- |
| Generalfeldmarschall / Großadmiral     | 2    |           |              | 1         |           | 3     |
| Generaloberst / Generaladmiral         | 1    | 1         |              |           |           | 2     |
| General der Infanterie, etc. / Admiral | 4    |           |              |           |           | 4     |
| Generalleutnant / Vizeadmiral          | 1    | 1         |              | 1         |           | 3     |
| Generalmajor / Konteradmiral           | 1    |           |              |           |           | 1     |
| Oberst / Kapitän zur See               | 2    |           |              | 2         |           | 4     |
| Oberstleutnant / Fregattenkapitän      |      |           |              | 1         |           | 1     |
| Major / Korvettenkapitän               |      |           | 2            | 2         |           | 4     |
| Hauptmann / Kapitänleutnant            |      |           |              | 2         |           | 2     |
| Oberleutnant / Oberleutnant zur See    |      |           |              | 3         |           | 3     |
| Total                                  | 11   | 2         | 2            | 12        |           | 27    |

### Récipiendaires étrangers
Des soldats et militaires étrangers et faisant partie des pays des forces de l'Axe et qui n'ont pas servi dans l'une des quatre branches de la Wehrmacht pendant la Seconde Guerre mondiale ont également reçu la croix de chevalier de la croix de fer ou son grade supérieur, la croix de chevalier avec feuilles de chêne.

### Récipiendaires non reconnus
Depuis la fin de la Seconde Guerre mondiale, de nombreuses personnes ont prétendu être les destinataires non reconnus de la croix de chevalier. La majorité de ces « bénéficiaires » manquent de preuve pour soutenir leurs revendications et se sont donc vu refuser le droit de se considérer comme « bénéficiaires légaux ». Il y a deux cas où la preuve légale de l'attribution existe même si les destinataires ne l'ont pas eue. Ces deux bénéficiaires « juridiquement corrects » sont Günther Nowak et Heinrich Scherhorn.

#### Günther Nowak
Günther Nowak, Hitlerjunge, a été décoré de la croix de chevalier le 14 février 1945 pour la destruction de onze chars à Hindenburg en Haute-Silésie. Il aurait été le plus jeune récipiendaire de la croix de chevalier ; toutefois, Günther Nowak n'a jamais vraiment existé : un commandant déserteur du Volkssturm, rattrapé, a affirmé qu’après la retraite de la Wehrmacht, il avait détruit cinq chars à lui seul. Amené devant un Gauleiter, il a inventé l'histoire de Günther Nowak afin de réduire son propre « exploit ». Ce rapport a ensuite été envoyé au Reichsleiter Martin Bormann. Bormann a immédiatement décoré de la croix allemande en or le commandant Sachs de la Volkssturm et « Nowak » de la croix de chevalier .

### Association des récipiendaires de la croix de chevalier
L'Association des récipiendaires de la croix de chevalier (en allemand : Ordensgemeinschaft der Ritterkreuzträger des Eisernen Kreuzes e.V. (OdR)) est une association de personnes hautement décorées des deux guerres mondiales. L'association a été fondée en 1955 à Köln-Wahn. Le Generaloberst Alfred Keller, chevalier de l'ordre Pour le Mérite et récipiendaire de la croix du chevalier de la croix de fer, a appelé les récipiendaires des plus hautes décorations pour bravoure à organiser une association pour maintenir la tradition. Plus tard, les lauréats de la croix du Mérite militaire en or, et de la croix Pour le Mérite du personnel enrôlé ont été inclus. Le mémorandum de l'OdR intègre l'attribution de 7 318 croix de chevalier, ainsi que 882 feuilles de chêne, 159 épées, 27 diamants, 1 feuilles de chêne en or et une grande croix de la croix de fer pour tous les grades dans les trois branches de la Wehrmacht et la Waffen-SS.